# Masliwka (Obuchiw)
Masliwka (ukrainisch Маслівка; russisch Масловка Maslowka, polnisch Masłówka) ist ein Dorf im Süden der ukrainischen Oblast Kiew mit etwa 1900 Einwohnern (2001).

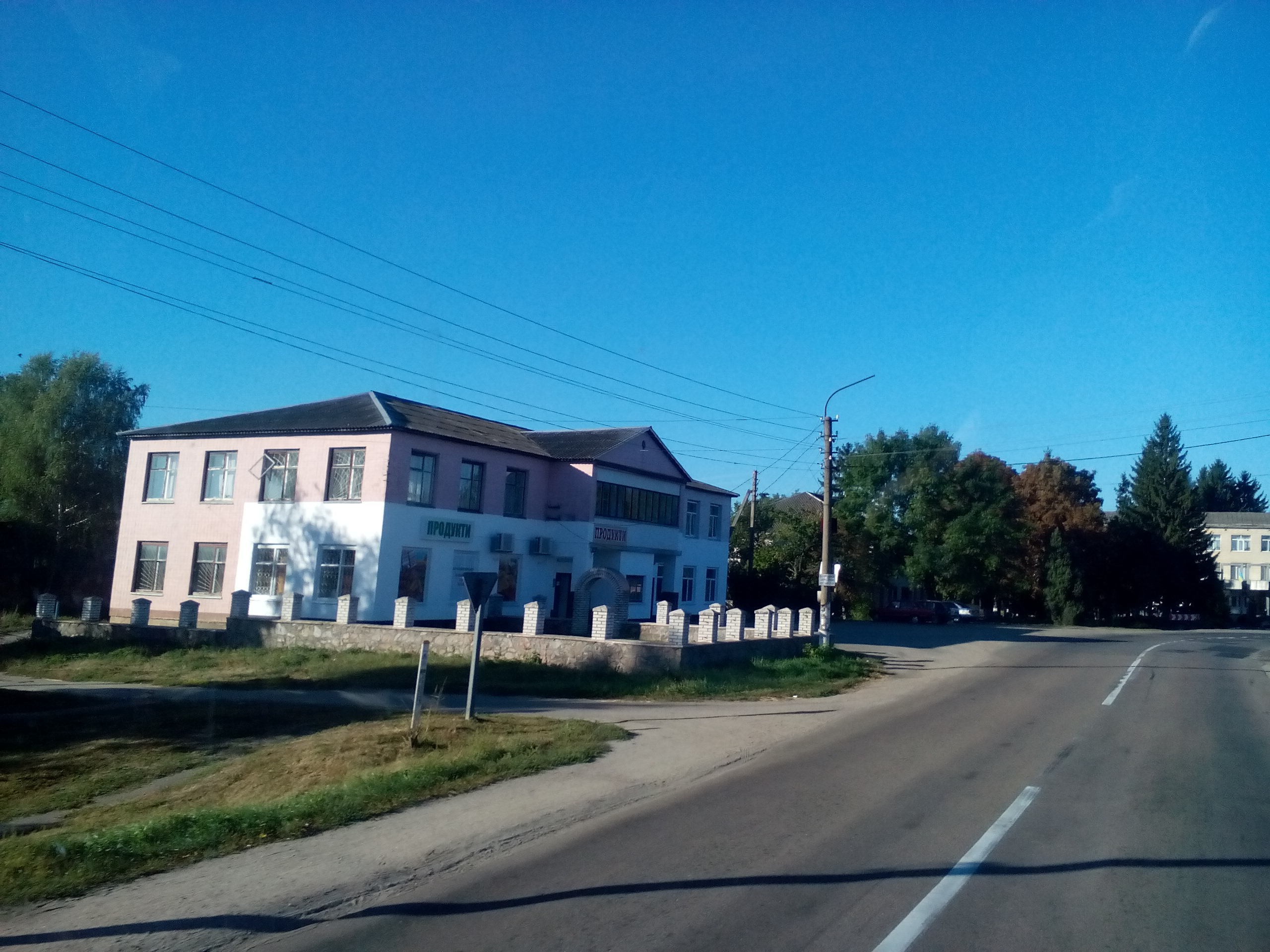
Zentrum von Masliwka

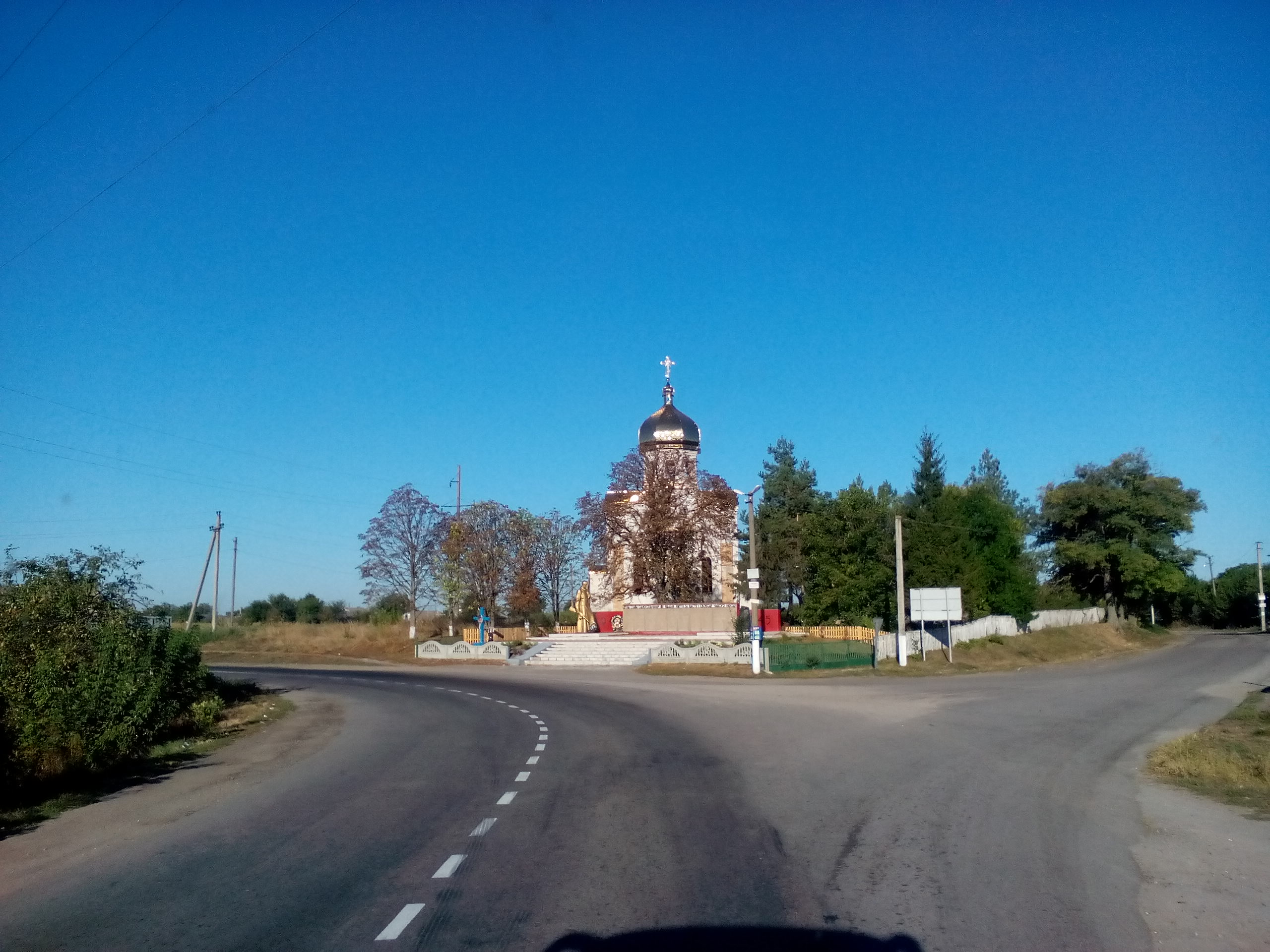
Dorfkirche

Einer Legende nach liegt das unter dem Namen „Masliw Staw“ (Маслів Став) erstmals 1622 schriftlich erwähnte Dorf an Stelle der, von den Tataren zerstörten, alten Festungsstadt Loev. Auf einer Karte aus dem Jahr 1650 ist das Dorf als befestigter Ort verzeichnet.
Im 17. Jahrhundert war der Ort ein wichtiger Treffpunkt für die Führer der Kosaken, die hier Rat hielten.
Die Ortschaft liegt am rechten Ufer der hier angestauten Rossawa (Росава), einem 90 km langen, linken Nebenfluss des Ros, 16 km nordöstlich vom ehemaligen Rajonzentrum Myroniwka und etwa 110 km südlich vom Oblastzentrum Kiew.
Durch das Dorf verläuft die Regionalstraße P–09.
Am 12. Juni 2020 wurde das Dorf ein Teil der neugegründeten Stadtgemeinde Myroniwka, bis dahin bildete es die gleichnamige Landratsgemeinde Masliwka (Маслівська сільська рада/Masliwska silska rada) im Osten des Rajons Myroniwka an der Grenze zum Rajon Kaniw der Oblast Tscherkassy.
Am 17. Juli 2020 kam es im Zuge einer großen Rajonsreform zum Anschluss des Rajonsgebietes an den Rajon Obuchiw.